# April 2008
| April 2008 |
| Månader under 2008: Januari · Februari · Mars · April · Maj · Juni · Juli · Augusti · September · Oktober · November · December ← December 2007 · Januari 2009 → |

## Händelser
- 1 april - Svenska och danska posten meddelar att de tänker slås samman med huvudkontor i Stockholm. Det nya bolaget får 50.000 anställda.
- 2-4 april - NATO-medlemsländerna håller ett toppmöte i Bukarest i Rumänien.
- 3 april - Lidragatan i Cyperns delade huvudstad Nicosia öppnas för första gången sedan 1963, i ett första steg mot en lösning av Cypernfrågan.
- 5 april - 10-åriga Engla Höglund från Stjärnsund, Sverige försvinner och hittas en vecka senare mördad.
- 10 april - Rögle BK går upp i Elitserien i ishockey genom att slå Mora med 3-2 och därmed komma tvåa i kvalserien efter Brynäs.
- 11 april - Sveriges statsminister Fredrik Reinfeldt reser till Kina på statsbesök där klimatförändringarna står i fokus.
- 13 april - Silvio Berlusconis parti Frihetens folk vinner parlamentsvalet i Italien med 47,3 % av rösterna mot huvudmotståndaren Walter Veltronis nybildade Demokratiska partiet med 38 %.
- 14 april - Silvio Berlusconi återväljs som premiärminister i Italien för tredje gången.
- 16 april - Sveriges förre statsminister Göran Persson tillträder som ny styrelseordförande för bolaget Sveaskog.
- 21 april - I Sverige går vårdförbundet ut i strejk i nio av Sveriges landsting med krav på högre löner för sjuksköterskor.

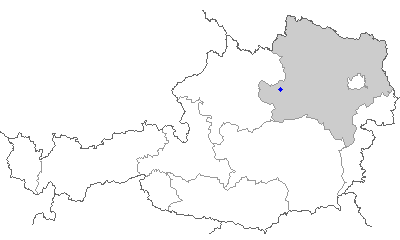
Fritzlfallet.

- 27 april - Fritzlfallet uppmärksammas i Amstetten, Österrike.[1]

### Fotnoter
1. ↑  ”Austrian had 7 children by daughter locked in cellar: police” (på engelska). ABC. 27 april 2008. http://www.abc.net.au/news/2008-04-27/austrian-had-7-children-by-daughter-locked-in/2417274. Läst 11 september 2016.